# Pacific Cycles

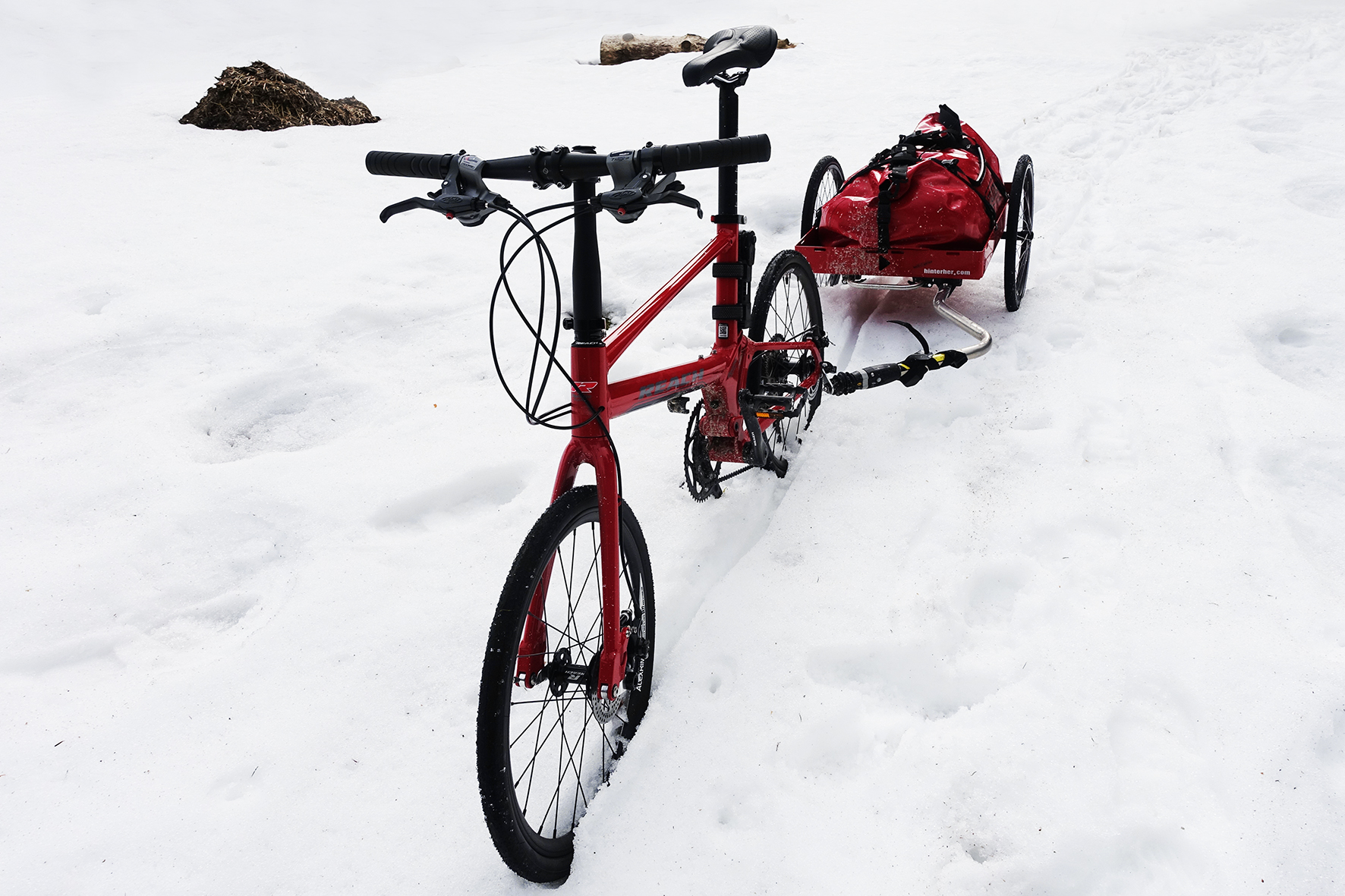
Ein Klapprad mit Anhänger, das Pacific Cycles selbst baut und vertreibt.

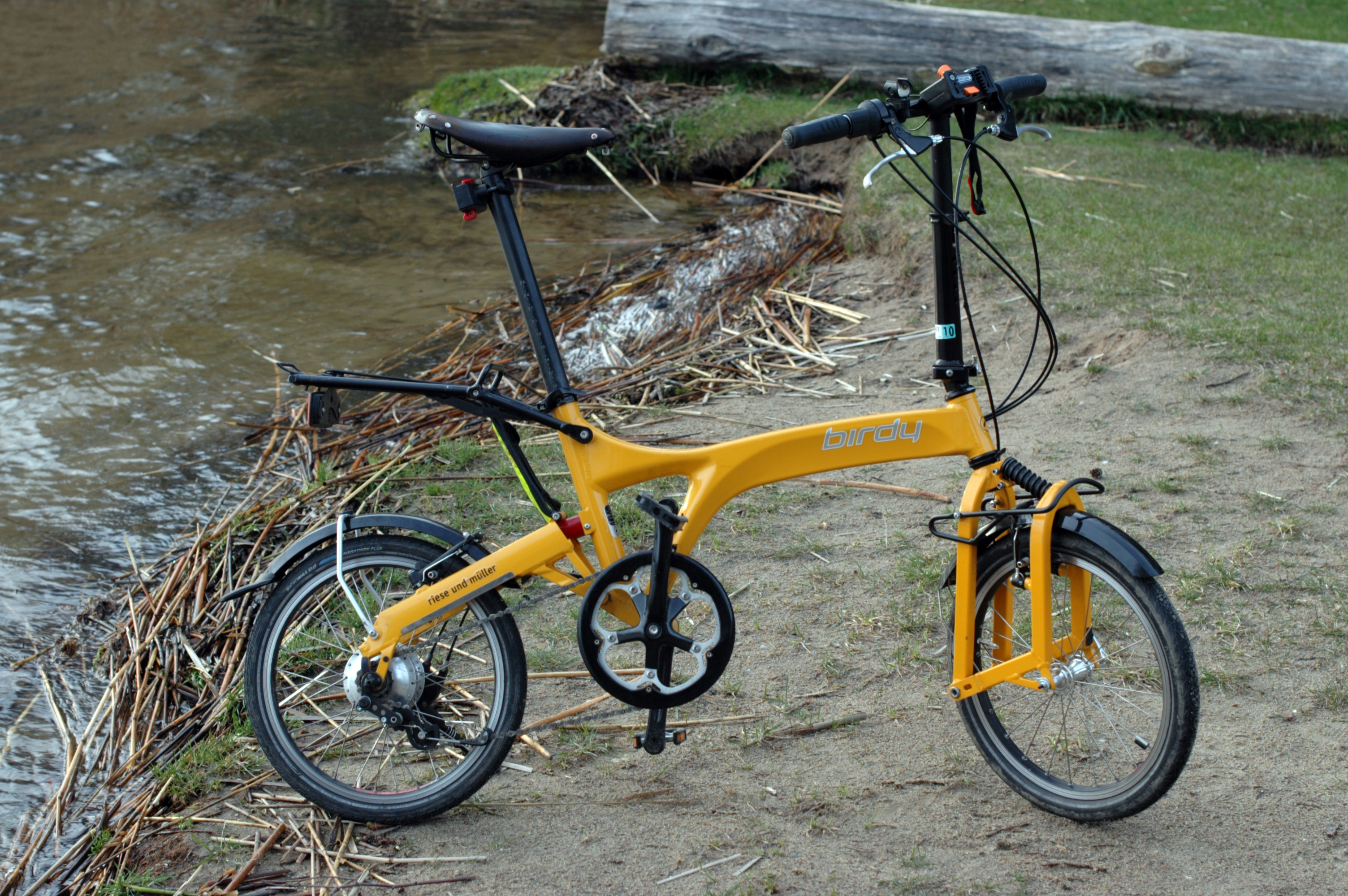
Birdy von Riese und Müller, produziert von Pacific Cycles

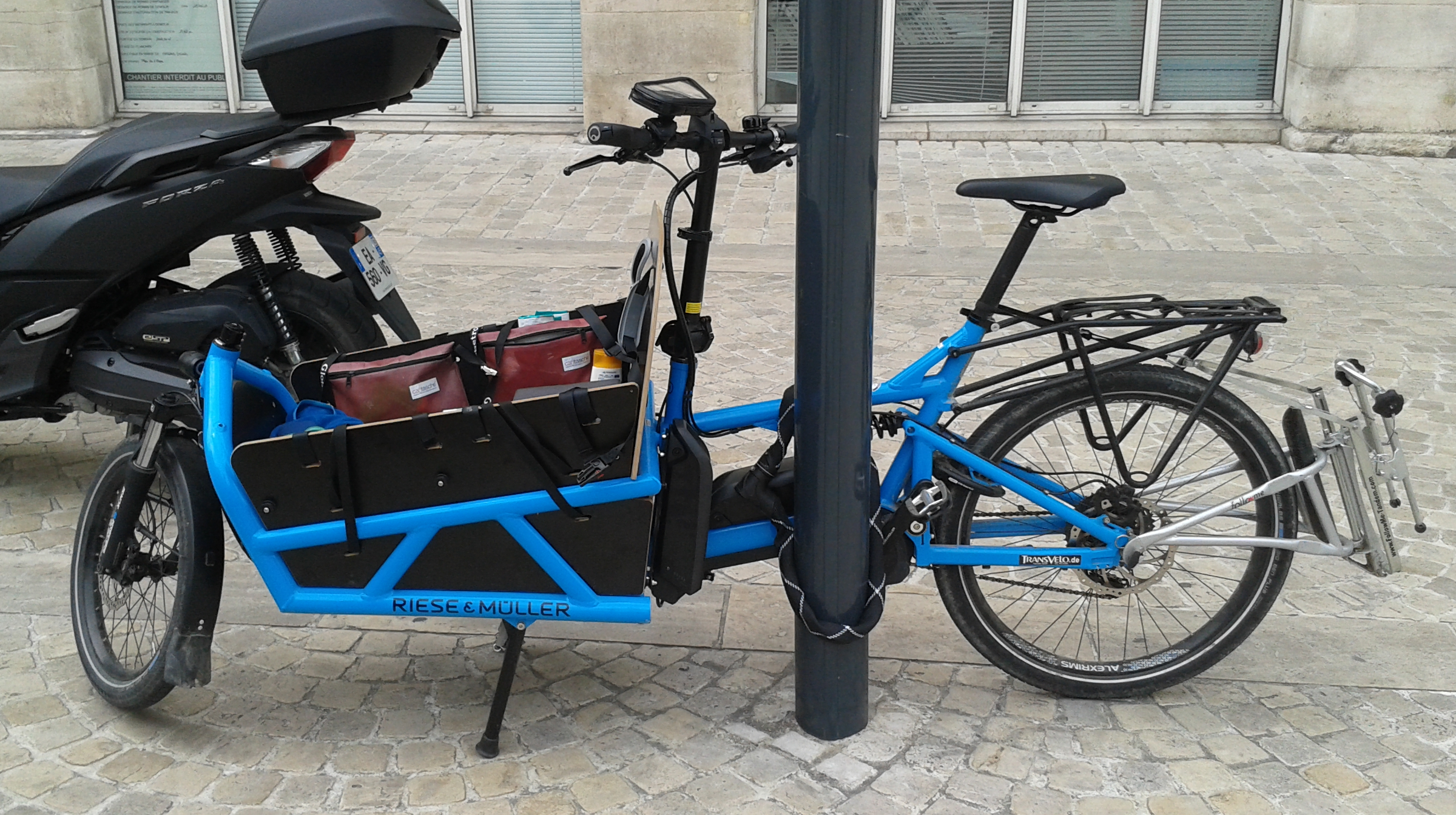
Ein E-Lastenrad von Riese und Müller, produziert von Pacific Cycles

Pacific Cycles ist ein taiwanesischer Fahrradhersteller mit Sitz in Taoyuan im Nordwesten der Insel. Die Firma vertreibt ihre Räder unter der eigenen Marke und als OEM-Partner für zahlreiche international bekannte Marken, wie Niner, Orbea, Banshee, Evil und Diamondback. Die Firma stellt Räder der deutschen Marke Riese und Müller her. Die Pacific Cycles Eigenmarke ist Reach. Die Firma beschäftigt etwa 120 Mitarbeiter, davon etwa 20 Ingenieure (Stand 2012).

## Geschichte
Gegründet wurde die Firma 1980 von George Lin. Als eine der ersten Fahrradhersteller nutzte Pacific Cyles ab 1985 das CAD-Programm AutoCAD. 1992 baute Pacific das erste zweifach gefederte Suspension Bike. Ein Jahr später baute die Firma das von Peter Denk entwickelte Hot Chili. Denk entwickelte später Räder für Scott und dann für Cannondale. Anfang der 1990er sah George Lin den Prototyp des „Birdy“ der beiden damaligen Branchenneulinge Markus Riese und Heiko Müller auf der Eurobike. Pacific Cycles übernahm die Produktion des Faltrades.
Pacific Cycles spezialisierte sich auf kleine Nischen wie Liege- und Dreiräder sowie Lastenfahrräder und E-Lastenfahrräder für Riese & Müller.
Außer dem Hydroforming (Innenhochdruckumformen von Rahmenrohren) stellt die Firma seinen OEM-Kunden alle Produktionsschritte zur Verfügung. Pacific baut die Rahmen, lackiert sie, versieht sie mit den jeweiligen Logos und stattet sie anschließend aus. Produziert werden für taiwanesische Verhältnisse bescheidene 40.000 Fahrräder pro Jahr – 40 Prozent macht die Eigenmarke aus, 60 Prozent des Volumens stellt die OEM-Produktion. Die Firma baut Räder aus Stahl und Aluminium, nicht jedoch aus Verbundmaterialien.
Pacific Cycles betreibt ein firmeneigenes Fahrradmuseum mit Rädern aus der Entwicklungsgeschichte des Unternehmens.